# Abe Lyman

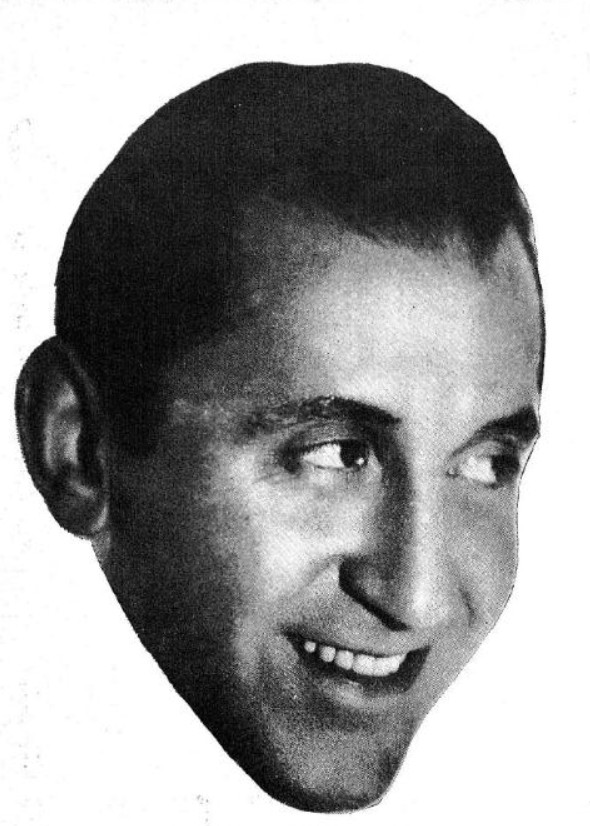
Abe Lyman (1942)

Abe Lyman, vollständiger Name Abraham Simon Lymon, (* 4. August 1897 in Chicago; † 23. Oktober 1957 in Beverly Hills) war ein US-amerikanischer Bandleader, Schlagzeuger und Komponist.
Lyman begann als Schlagzeuger. Er spielte schon mit vierzehn Jahren regelmäßig in einem Café in Chicago und danach in Theatern und Kinos, wechselte dann aber um 1919 nach Kalifornien. In Los Angeles spielte er im Nachtclub seines Bruders Mike, der auch bei der Filmprominenz populär war, bis die Studiobosse die Besuche verboten. Seine Filmkontakte zum Beispiel zu Gloria Swanson zahlten sich aber aus. Ab 1922 leitete er erfolgreich eine Band im Nachtclub Cocoanut Grove des berühmten Ambassador Hotel auf dem Wilshire Boulevard in Los Angeles, wo sie bis 1926 spielten. Zur Band gehörten unter anderem der Hot-Trompeter Ray Lopez aus New Orleans und der Pianist Gus Arnheim, der später eine eigene Band gründete. Lyman machte auch früh (1923) Aufnahmen mit seinem Tanzorchester für Brunswick. 1925 nahm Charlie Chaplin mit der Band auf. Sie spielten auch um 1930 Filmmusik in frühen Tonfilmen ein (unter anderem für die Merrie Melodies Cartoons der Warner Brothers). 1929 tourten sie in Europa und traten in London im Kit-Cat-Klub und Palladium und in Paris im Moulin Rouge. Erkennungsmelodie der Band war California Here I Come. 1930 hatte Lyman eine Cameo-Auftritt in Cecil B. DeMilles Musical Madam Satan. 1933 zog er nach New York City, wo er in populären Radio Shows wie Waltz Time bei NBC, Accordiana und später Your Hit Parade bei CBS mit seinem Orchester spielte.
1937 und 1938 gewann er den Down Beat Poll als Schlagzeuger in der Sparte Sweet Music (in der Jazz-Zeitschrift damals ironisch corn genannt).
Außer für Brunswick nahm er für Decca und zuletzt für Bluebird auf. Um 1947 wechselte er mit seiner Frau Rose Blane (die früher in seiner Band sang) von der Unterhaltungsmusik in die Versicherung und später Restaurant-Branche.